# سالي بيرسون
سالي بيرسون (مواليد 19 سبتمبر 1986) عداءة أولمبية أسترالية وبطلة العالم في سباق 100 متر حواجز في زمن قدره 12.28 ثانية في دورة الألعاب الأولمبية الصيفية 2008، وحصلت على الميدالية الفضية في سباق 100 م في زمن قدره 12.64 ثانية، في 7 أغسطس 2012 ، توجت البطلة الأولمبية بالميدالية الذهبية لسباق 100 متر حواجز في دورة ألعاب لندن 2012 ، مسجلة رقم قياسي أولمبي جديد قدره 12.35 ثانية.

## نشأتها
ولدت سالي بيرسون في سيدني وانتقلت إلى بيردزفيل، كوينزلاند، في الثامنة من عمرها عندما كانت لا تزال في المدرسة الابتدائية، تم ملاحظة مواهبها الرياضية، لتستمر في تدريب حتى عام 2013. صعدت بيرسون إلى الشهرة في عام 2001، عندما فازت بألقاب الشباب الأسترالي في سباق 100 م و90 م حواجز عندما كانت في الرابعة عشرة من عمرها. بعد انتكاسات الإصابة خلال عام 2002، ظهرت لأول مرة على المستوى الدولي في بطولة العالم للشباب 2003 في شيربروك، كندا وفازت بالميدالية الذهبية في سباق 100 متر حواجز. في الشهر التالي، كانت لا تزال تبلغ من العمر 16 عامًا مثلت أستراليا على المستوى المفتوح في بطولة العالم 2003 في باريس، فرنسا كجزء من فريق التتابع 4 × 100 متر. في عام 2004، فازت بالميدالية البرونزية في سباق 100 متر في بطولة العالم للناشئين، وخسرت للتو الحصول على ميدالية في سباق 100 متر حواجز.

## وصلات خارجية
- سالي بيرسون على موقع الاتحاد الدولي لألعاب القوى (الإنجليزية)
- سالي بيرسون على موقع النتائج التاريخية لألعاب القوى الأسترالية (الإنجليزية)
- سالي بيرسون على موقع الدوري الماسي (الإنجليزية)
- سالي بيرسون على موقع اللجنة الأولمبية الدولية (الإنجليزية)
- سالي بيرسون على موقع أوليمبيديا (الإنجليزية)
- سالي بيرسون على موقع اللجنة الأولمبية الأسترالية (الإنجليزية)
- سالي بيرسون على موقع اتحاد ألعاب الكومنولث (مؤرشف) (الإنجليزية)
- سالي بيرسون على موقع اتحاد ألعاب الكومنولث (مؤرشف) (الإنجليزية)
- سالي بيرسون على موقع اتحاد ألعاب الكومنولث (مؤرشف) (الإنجليزية)